# Versatile (album)
Versatile è un album in studio del cantante britannico Van Morrison, pubblicato nel 2017.

## Tracce
Testi e musiche di Van Morrison, eccetto dove indicato.
1. Broken Record (Morrison)
2. A Foggy Day (George Gershwin/Ira Gershwin)
3. Let's Get Lost (Jimmy McHugh/Frank Loesser)
4. Bye Bye Blackbird (Ray Henderson/Mort Dixon)
5. Skye Boat Song (Trad. arr. Morrison)
6. Take It Easy Baby (Morrison)
7. Makin' Whoopee (Gus Kahn/Walter Donaldson)
8. I Get a Kick Out of You (Cole Porter)
9. I Forgot That Love Existed (Morrison)
10. Unchained Melody (Alex North/Hy Zaret)
11. Start All Over Again (2017 Version) (Morrison)
12. Only a Dream (2013 Version) (Morrison)
13. Affirmation (previously released as "Sax Instrumental No. 1" in 1999) (Morrison)
14. The Party's Over (Jule Styne/Betty Comden/Adolph Green)
15. I Left My Heart in San Francisco (George Cory/Douglass Cross)
16. They Can't Take That Away from Me (G. Gershwin/I. Gershwin)